# Fenerbahçe Spor Kulübü 2023-2024 (pallacanestro maschile)
Questa voce raccoglie le informazioni riguardanti il Fenerbahçe Spor Kulübü nelle competizioni ufficiali della stagione 2023-2024.

## Stagione
La stagione 2023-2024 del Fenerbahçe è la 58ª nel massimo campionato turco di pallacanestro, la Basketbol Süper Ligi.
All'inizio della nuova stagione la Federazione decise di revocare lo status di "domestic player" ai giocatori che avevano rifiutato di partecipare alle competizioni della Nazionale turca e così Scottie Wilbekin non viene più considerato un giocatore turco.

## Roster
Aggiornato al 17 agosto 2023.
| Fenerbahçe Beko 2023-24 | Fenerbahçe Beko 2023-24 |
| Giocatori               | Staff tecnico           |
| ----------------------- | ----------------------- |

| N. | Naz.                                                 | Ruolo | Nome                 | Anno | Alt.   | Peso   |  |
| -- | ---------------------------------------------------- | ----- | -------------------- | ---- | ------ | ------ |  |
| 0  | Stati Uniti (bandiera)                               | AC    | Johnathan Motley     | 1995 | 205 cm | 104 kg |  |
| 1  | Turchia (bandiera)                                   | AG    | Metecan Birsen       | 1995 | 207 cm | 101 kg |  |
| 2  | Turchia (bandiera)                                   | G     | Şehmus Hazer         | 1999 | 192 cm | 88 kg  |  |
| 3  | Stati Uniti (bandiera) · Turchia (bandiera)          | P     | Scottie Wilbekin     | 1993 | 188 cm | 80 kg  |  |
| 5  | Turchia (bandiera)                                   | C     | Sertaç Şanlı         | 1991 | 213 cm | 115 kg |  |
| 8  | Turchia (bandiera)                                   | G     | Ömer Ziyaettin       | 2008 | 188 cm |        |  |
| 9  | Grecia (bandiera)                                    | C     | Giōrgos Papagiannīs  | 1997 | 220 cm | 121 kg |  |
| 10 | Turchia (bandiera)                                   | G     | Melih Mahmutoğlu (C) | 1990 | 191 cm | 85 kg  |  |
| 11 | Stati Uniti (bandiera)                               | AG    | Nigel Hayes          | 1994 | 203 cm | 103 kg |  |
| 13 | Bosnia ed Erzegovina (bandiera) · Turchia (bandiera) | AP    | Tarik Biberović      | 2001 | 201 cm | 100 kg |  |
| 15 | Turchia (bandiera)                                   | G     | Mert Emre Ekşioğlu   | 2002 | 188 cm |        |  |
| 17 | Francia (bandiera)                                   | AG    | Amine Noua           | 1997 | 202 cm | 91 kg  |  |
| 19 | Brasile (bandiera)                                   | P     | Raul Neto            | 1992 | 188 cm | 82 kg  |  |
| 21 | Canada (bandiera)                                    | AP    | Dyshawn Pierre       | 1993 | 198 cm | 104 kg |  |
| 22 | Turchia (bandiera)                                   | A     | Yiğit Hamza Mestoğlu | 2004 | 203 cm | 93 kg  |  |
| 23 | Serbia (bandiera)                                    | G     | Marko Gudurić        | 1995 | 198 cm | 91 kg  |  |
| 27 | Stati Uniti (bandiera) · Grecia (bandiera)           | G     | Tyler Dorsey         | 1996 | 196 cm | 82 kg  |  |
| 33 | Stati Uniti (bandiera) · Grecia (bandiera)           | P     | Nick Calathes        | 1989 | 196 cm | 97 kg  |  |
| 41 | Israele (bandiera)                                   | P     | Yam Madar            | 2000 | 190 cm | 84 kg  |  |
| 77 | Stati Uniti (bandiera)                               | AG    | Nate Sestina         | 1997 | 206 cm | 106 kg |  |

| Allenatore |
| - Dīmītrīs Itoudīs (fino al 13 dicembre) - Šarūnas Jasikevičius (dal 14 dicembre) |
| Assistente/i |
| - Erdem Bilmen - Stefanos Dedas (fino al 13 dicembre) - Radovan Trifunovič - Alp Timuçin Yener - Tomas Masiulis (dal 14 dicembre) Legenda - (C) Capitano - (IN) Inattivo - Infortunato Roster |

## Mercato

### Sessione estiva
| Acquisti | Acquisti             | Acquisti            | Acquisti      | Acquisti |
| R.a      | Nome                 | da                  | Modalità      |          |
| -------- | -------------------- | ------------------- | ------------- | -------- |
| P        | Yam Madar            | Partizan            | svincolato    |          |
| P        | Raul Neto            | Cleveland Cavaliers | svincolato    |          |
| P        | Artūrs Žagars        | Nevėžis             | svincolato    |          |
| G        | Ekrem Sancaklı       | Fenerbahçe Koleji   | fine prestito |          |
| A        | Yiğit Hamza Mestoğlu | Murcia              | svincolato    |          |
| AG       | İsmail Karabilen     | Fenerbahçe Koleji   | fine prestito |          |
| AG       | Nate Sestina         | Türk Telekom        | svincolato    |          |
| C        | Giōrgos Papagiannīs  | Panathīnaïkos       | svincolato    |          |
| C        | Sertaç Şanlı         | Barcellona          | svincolato    |          |

| Cessioni | Cessioni             | Cessioni             | Cessioni       | Cessioni |
| R.       | Nome                 | a                    | Modalità       |          |
| -------- | -------------------- | -------------------- | -------------- | -------- |
| P        | İsmet Akpınar        | Galatasaray          | fine contratto |          |
| P        | Artūrs Žagars        | Wolves               | prestito       |          |
| G        | Carsen Edwards       | Bayern Monaco        | fine contratto |          |
| G        | Ekrem Sancaklı       | TED Ankara           | fine contratto |          |
| AG       | Nemanja Bjelica      | Stella Rossa         | rescissione    |          |
| AG       | İsmail Karabilen     | Merkezefendi Denizli | fine contratto |          |
| AC       | Kōstas Antetokounmpo | Panathīnaïkos        | fine contratto |          |
| AC       | Samet Geyik          | Galatasaray          | fine contratto |          |
| C        | Devin Booker         | Bayern Monaco        | fine contratto |          |
| C        | Tonye Jekiri         | CSKA Mosca           | fine contratto |          |

### Dopo l'inizio della stagione
| Acquisti | Acquisti   | Acquisti        | Acquisti        | Acquisti   |
| R.       | Nome       | da              | Data            | Modalità   |
| -------- | ---------- | --------------- | --------------- | ---------- |
| AG       | Amine Noua | Derthona Basket | 22 gennaio 2024 | svincolato |

| Cessioni | Cessioni | Cessioni | Cessioni | Cessioni |
| R.       | Nome     | a        | Data     | Modalità |
| -------- | -------- | -------- | -------- | -------- |